# Nixonia pretiosa
Nixonia pretiosa är en stekelart som beskrevs av Lubomir Masner 1958. Nixonia pretiosa ingår i släktet Nixonia och familjen Scelionidae. Inga underarter finns listade i Catalogue of Life.